# Conioptilon mcilhennyi
A Conioptilon mcilhennyi a madarak osztályának verébalakúak (Passeriformes) rendjébe és a kotingafélék (Cotingidae) családjába tartozó Conioptilon nem egyetlen faja.

## Rendszerezése
A fajt John Hines Lowery Jr. és John Patton O'Neill írta le 1966-ban.

## Előfordulása
Dél-Amerikában, Bolívia, Brazília és Peru területén honos. A természetes élőhelye a szubtrópusi vagy trópusi síkvidéki esőerdők és mocsári erdők, valamint édesvizű tavak, mocsarak, folyók és patakok környéke. Állandó, nem vonuló faj.

## Megjelenése
Testhossza 23 centiméter, testtömege 81 gramm.

## Életmódja
Gyümölcsökkel és rovarokkal táplálkozik.

## Külső hivatkozások
- Képek az interneten a fajról
- Xeno-canto.org